# Кузьма Чорный
Николай Карлович Романо́вский (псевдоним Кузьма Чорный, бел. Мікалай Карлавіч Раманоўскі, Кузьма Чорны, 11 (24) июня 1900, Борки-Белевичи, Минской губернии (ныне — Копыльский район Минской области) — 22 ноября 1944, Минск) — белорусский советский писатель, драматург и переводчик. Член Союза писателей СССР (1934).

## Биография
Родился 11 (24) июня 1900 года (в деревне Борки Слуцкого района) в крестьянской семье, окончил Тимковичское народное училище, в 1916—1919 обучался в Несвижской учительской семинарии.
В 1923 году поступил на литературное отделение педагогического факультета Белорусского государственного университета и в том же году в газете «Савецкая Беларусь» были опубликованы его первые произведения под псевдонимом Кузьма Чорный.
С 1923 года — член литературного объединения «Маладняк», в 1926 году перешёл в литературное объединение «Узвышша».
В 1925 году вышли два первых сборника произведений писателя. Уже в 20-х годах литературная критика предсказывала ему будущее «белорусского Достоевского».
14 октября 1938 года арестован и был заключён в Минскую тюрьму, где провёл 8 месяцев, в том числе 6 месяцев — в камере-одиночке. Подвергался пыткам, о которых рассказал в дневниковой записи 3 октября 1944 г. («В ежовской тюрьме меня сажали на кол, били большим железным ключом по голове и поливали избитое место холодной водой, поднимали и бросали на рельс, били поленом по животу, вставляли в уши бумажные трубки и ревели в них во всё горло, вгоняли в камеру с крысами…»). Освобождён в 1939 г.
С 1941 года — в эвакуации, работал во многих агитационных газетах. В 1944 году вернулся в Минск, где и умер от второго инсульта 22 ноября 1944 года. Похоронен на Военном кладбище.

## Творчество
Кузьма Чорный считается одним из первопроходцев романа на белорусском языке. В 1927 году был опубликован его первый роман «Сястра», в 1928 году — «Зямля», в 1931 году — «Бацькаўшчына» (Родина), в 1935 году — «Трэцяе пакаленне». В 1941—1944 годы был написан роман «Вялікі дзень», в 1943 — «Пошукі будучыні» (Поиски будущего), в 1944 — последний роман «Млечны Шлях» (Млечный путь). Рукописи ещё трёх его романов сгорели во время Великой Отечественной войны, а ещё несколько романов остались незавершёнными. Кроме того, он написал множество рассказов.
Также писатель известен своими пьесами и переводами на белорусский язык произведений А. С. Пушкина, В. Г. Короленко, Н. В. Гоголя, М. Горького и К. Ванека (продолжение романа Я. Гашека о Швейке).

## Память
- Именем Кузьмы Чорного названа школа в Тимковичах Копыльского района Минской области[2].
- В Тимковичах существует посвящённый ему Литературный музей Кузьмы Чорного — филиал Государственный музей истории белорусской литературы[бел.][3]. 
  - Памятная доска с надписью "Музей Кузьмы Чорнага" с барельефом К. Чорного на здании музея
  - Бюст К. Чорного в музее
- Имя К. Чорного присвоено улице в Минске.